# فرانك بيرسون
فرانك بيرسون (بالإنجليزية: Frank Pearson)‏ (18 مايو 1894 بمانشستر في المملكة المتحدة - ) هو لاعب كرة قدم بريطاني (وحمل سابقاً جنسية المملكة المتحدة لبريطانيا العظمى وأيرلندا) في مركز الهجوم. لعب مع بريستون نورث إيند وتشيلسي ومانشستر سيتي ونادي روتشديل ونادي لوتون تاون وهال سيتي وEccles United F.C. ‏.